# Consell d'Itàlia

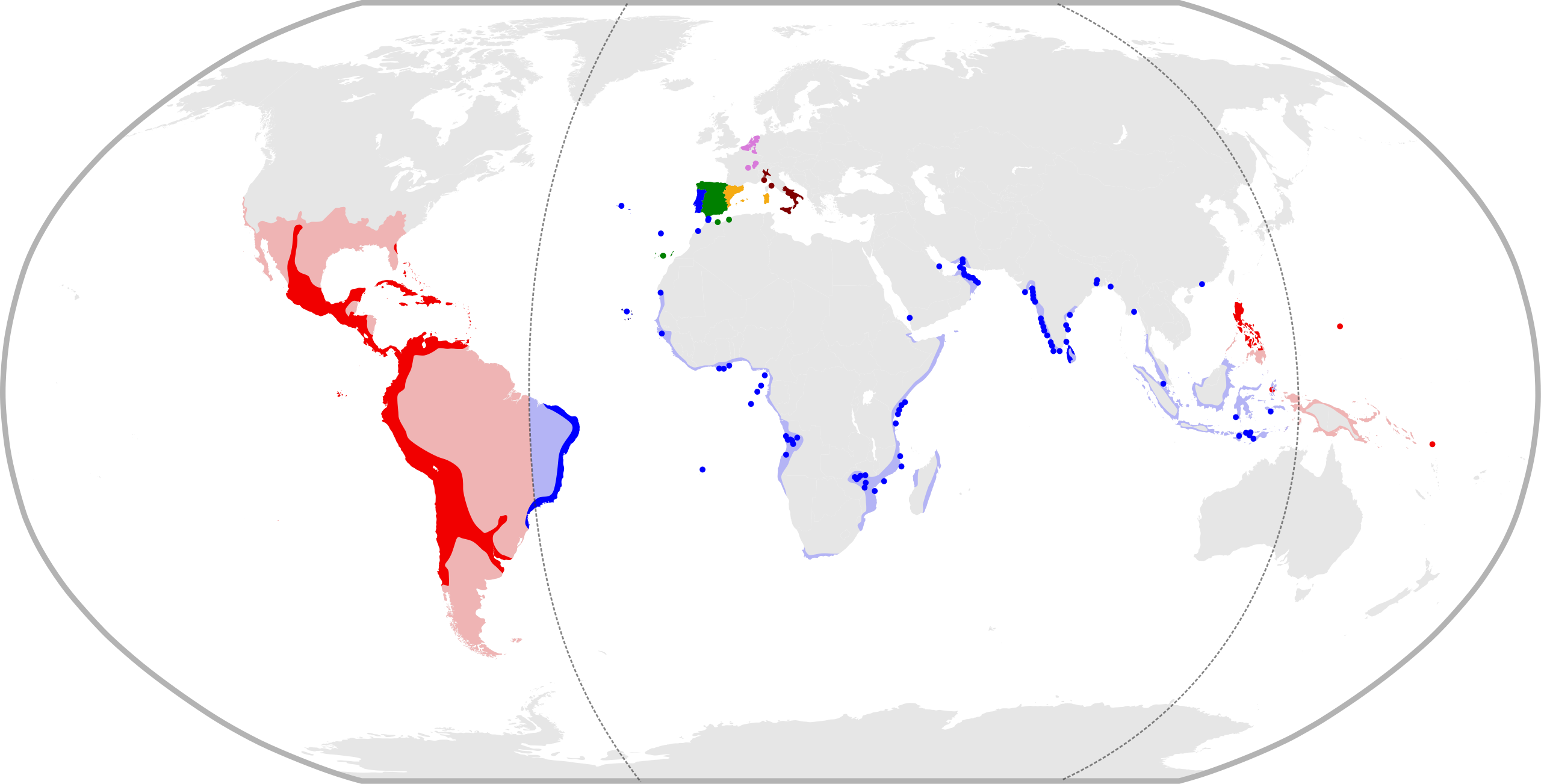
La Monarquia d'Espanya fou uns monarquia composta configurada per un conjunt de dominis territorials que compartien el mateix monarca i on cadascun dels estats mantenia el seu idioma, lleis, i sistemes polítics propis. Cada conjunt territorial tenia un àmbit administratiu i jurisdiccional diferenciat, i el monarca hi governava assessorat per un Consell territorial específic per a cada domini territorial.
Territoris adscrits al Consell de Castella
Territoris adscrits al Consell d'Aragó
Territoris adscrits al Consell de Portugal
Territoris adscrits al Consell d'Itàlia
Territoris adscrits al Consell d'Índies
Territoris adscrits al Consell de Flandes

El Consell d'Itàlia o oficialment Consell Suprem d'Itàlia, era l'organisme que atenia els assumptes italians per a la monarquia espanyola dels Àustries.
La governació de la monarquia espanyola dels Àustries, es realitzava mitjançant òrgans especialitzats anomenats consells i el règim es coneix com a "règim polisinodial". Amb la incorporació dels regnes de Nàpols i Sicília a la corona a través de la corona d'Aragó, va ser el Consell d'Aragó qui tractava inicialment els assumptes d'Itàlia. Felip II de Castella el 1556, separà el Consell d'Itàlia del Consell Suprem i Reial d'Aragó. Posteriorment es van afegir els assumptes del Ducat de Milà.
Estava compost per un president, sis regents: dos pel Regne de Nàpols, dos pel Regne de Sicília i dos pel Milanesat -en els tres casos un regent espanyol i un altre italià-, a més dels agutzils i secretaris. Entre les seves competències destaquen tots els nomenaments civils i militars d'aquests estats, els assumptes de justícia i hisenda.